# Szwajcaria na Letnich Igrzyskach Olimpijskich 1908
Szwajcarię na IV Letnich Igrzyskach Olimpijskich w roku 1908 w Londynie reprezentował jeden zawodnik startujący w lekkoatletyce.

## Skład kadry

### Lekkoatletyka
Konkurencje techniczne
| Zawodnik      | Konkurencja | Finał | Finał   |
| Zawodnik      | Konkurencja | Wynik | Miejsce |
| ------------- | ----------- | ----- | ------- |
| Julius Wagner | rzut młotem | b.d.  | 10-19.  |